# Xenontetrachlorid
Xenontetrachlorid ist eine instabile anorganische Verbindung mit der chemischen Formel XeCl4. Im Gegensatz zu anderen Edelgas/Halogenid-Verbindungen kann es nicht durch einfaches Kombinieren der Elemente, durch Verwendung eines aktiveren Halogenierungsmittels oder durch Substitution von anderen Halogeniden an Tetrahalogenoxenon-Verbindungen synthetisiert werden. Stattdessen kann eine Zerfallstechnik angewendet werden, ausgehend von K129ICl4. Das Iod-129-Atom des 129ICl4 ist radioaktiv und zerfällt durch Betazerfall zu Xenon-129. Das resultierende XeCl4-Molekül hat eine quadratische, planare Molekülgeometrie analog zu Xenontetrafluorid.
Alternativ kann Xenontetrachlorid entstehen, wenn man die Elemente einer elektrischen Entladung aussetzt.